# Jorge Pascual
Pour les articles homonymes, voir Pascual.
Pascual  Medina est un nom espagnol. Le premier nom de famille, en général paternel, est Pascual ; le second, en général maternel, souvent omis, est Medina.
Jorge Pascual Medina, né le 9 avril 2003 à Almería en Espagne, est un footballeur espagnol qui évolue au poste d'attaquant au Granada CF.

## Biographie

### Carrière en club
Pascual commence sa carrière au CD Oriente, puis rejoint l'UD Almería avant d'intégrer le centre de formation du Villarreal CF en 2015. Durant sa formation, il est prêté au CD Roda, club affilié à Villarreal, pour parfaire son développement.
Il commence sa carrière senior avec l'équipe C du Villarreal en Tercera División, où il accumule 71 apparitions et inscrit 17 buts. En février 2023, il signe son premier contrat professionnel avec Villarreal, le liant au club jusqu'en 2026.
Le 9 mars 2023, Jorge fait ses débuts en équipe première lors d'un match d'Europa Conference League contre le RSC Anderlecht. Il joue son premier match en Liga le 24 mai 2023 contre le Cádiz CF, et marque son premier but en championnat le 4 juin 2023 face à l'Atlético Madrid. Pour la saison 2023-2024, il est principalement aligné avec l'équipe B de Villarreal, en Segunda División, où il participe à 39 rencontres et marque 4 buts.
Le 6 juillet 2024, il est prêté pour une saison à la SD Eibar, également en Segunda División. il s'y distingue rapidement, notamment en novembre 2024, où il inscrit un doublé contre le Racing de Ferrol, mettant fin à une série de trois défaites consécutives pour son équipe.
En juillet 2024, le joueur quitte le SD Eibar (après son prêt) et son club formateur le Villarreal CF pour rejoindre le Granada CF pour les trois prochaines saisons.

### En sélection
Jorge Pascual a représenté l'Espagne au niveau des jeunes, notamment avec l'équipe des moins de 16 ans en 2019.
En janvier 2022, il est convoqué avec les moins de 19 ans avec qui il ne dispute aucun match.